# Mangaratiba
Mangaratiba es un municipio de la microrregión Itaguaí en la Gran Región Metropolitana de Río de Janeiro , en el estado de Río de Janeiro , en Brasil . Se encuentra a 85 km de la capital del estado. Ocupa una superficie de 356,41 kilómetros y su población se estimaba en 2013 en 39 210 habitantes por el Instituto Brasileño de Geografía y Estadística , a continuación, siendo la más poblada del estado 44 y el menos poblado de la micro.
- Datos: Q988680
- Multimedia: Mangaratiba / Q988680

1. ↑  Worldpostalcodes.org,código postal n.º 23.860-000.